# Ellis H. Roberts

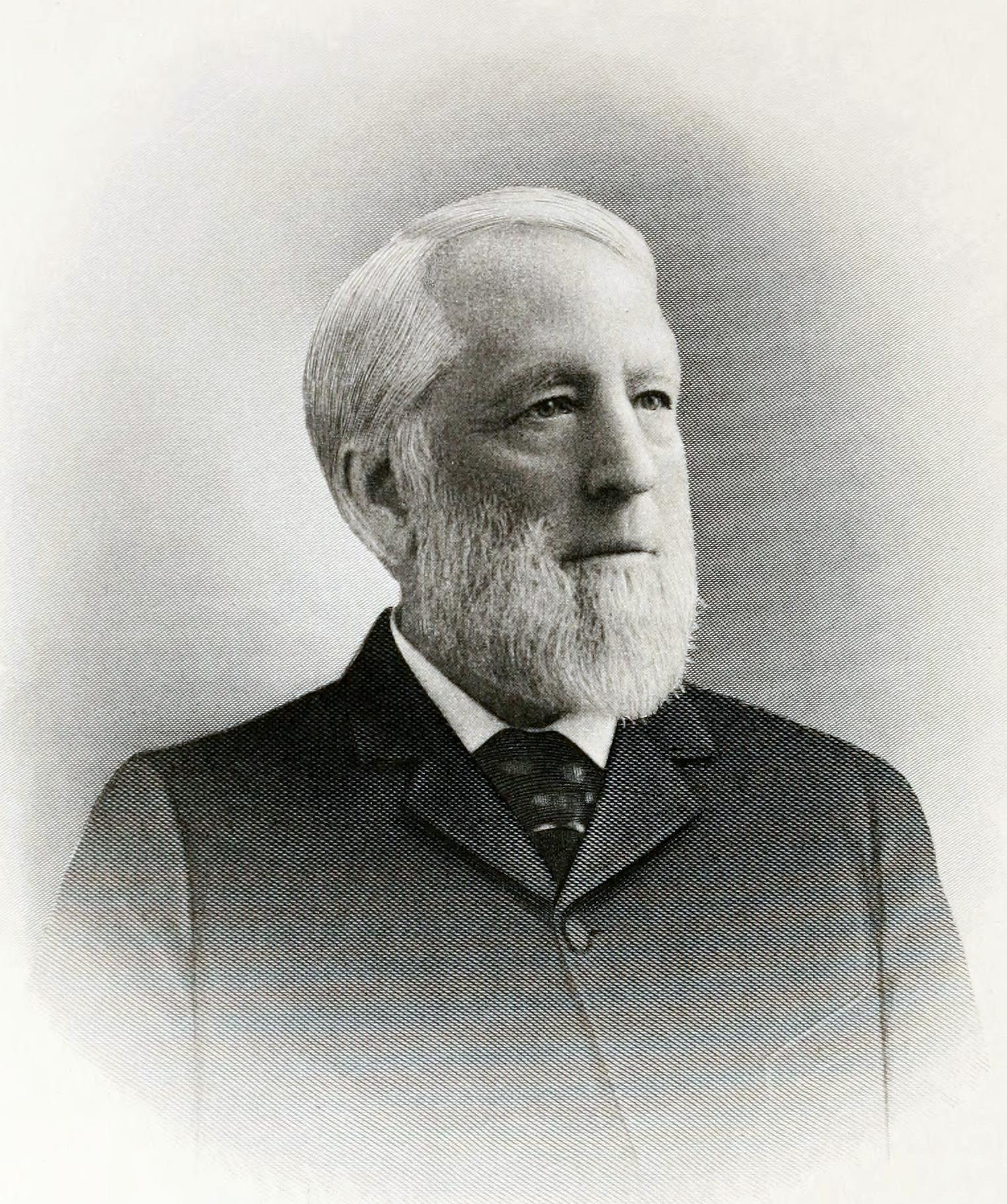
Ellis H. Roberts

Ellis Henry Roberts (* 30. September 1827 in Utica, New York; † 8. Januar 1918 ebenda) war ein US-amerikanischer Politiker. Zwischen 1871 und 1875 vertrat er den Bundesstaat New York im US-Repräsentantenhaus.

## Werdegang
Ellis Henry Roberts besuchte Gemeinschaftsschulen und das Whitestown Seminary. 1850 graduierte er am Yale College. Danach hatte er 1850 und 1851 eine Anstellung als Prinzipal an der Utica Free Academy. Er war zwischen 1851 und 1889 Eigentümer des Utica Morning Herald, wo er auch als Redakteur arbeitete. Politisch gehörte er der Republikanischen Partei an. Er nahm in den Jahren 1864, 1868 und 1876 als Delegierter an den Republican National Conventions in Baltimore, Chicago und Cincinnati teil. 1866 saß er in der New York State Assembly.
Bei den Kongresswahlen des Jahres 1870 für den 42. Kongress wurde Roberts im 21. Wahlbezirk von New York in das US-Repräsentantenhaus in Washington, D.C. gewählt, wo er am 4. März 1871 die Nachfolge von Alexander H. Bailey antrat. Er wurde einmal wiedergewählt. Bei seiner zweiten Wiederwahlkandidatur im Jahr 1874 erlitt er eine Niederlage und schied nach dem 3. März 1875 aus dem Kongress aus.
Nach seiner Kongresszeit nahm er in Utica wieder seine früheren Zeitungsaktivitäten auf. Zwischen 1889 und 1893 war er Assistant Treasurer of the United States und zwischen 1893 und 1897 Präsident der Franklin National Bank in New York City. Er wurde am 1. Juli 1897 zum Treasurer of the United States ernannt – eine Stellung, die er bis zu seinem Rücktritt am 30. Juni 1905 innehatte. Danach ging er wieder Bankgeschäften nach. Er verstarb am 8. Januar 1918 in Utica und wurde dann auf dem Forest Hill Cemetery beigesetzt.